# ザ・スティグ
ザ・スティグ（英語: The Stig）は現在、BBCのテレビ番組『トップ・ギア』に出演している覆面のレーシングドライバーである。番組内では主にラップタイム計測のコーナーに出演している。

## 由来
スティグという名は、トップ・ギアの元司会者であるジェレミー・クラークソンが在学していたレプトン・スクールでの逸話に由来する。ジェレミーによれば、新入生は「スティグ」と呼ばれていたという。
番組内では、番組で取り上げた高級車（主にスポーツカーやスーパーカー）の性能を測る「パワーラップ」コーナーでドライブを担当するのが主な役割である。また、「激安シリーズ」などでジェレミー達3人が購入した中古車の性能チェックでドライブする事もある。さらに、有名人が走行タイムを競うコーナー「Star in a Reasonably Priced Car」では、ゲストが走行する前にアドバイスや指導を行っている。番組中にしゃべることは一切なく、感情・意思の表現も殆どしない（例外あり。後述）。またスティグはあくまで番組内の「備品」扱いであり、『トップ・ギア』のオフィスに常備されているという設定になっている。
スティグはキャラクター単独としても高い人気を持っており、番組公式グッズが多数発売されている（後述）。

## 歴代のスティグ

### ブラックスティグ（初代スティグ）
初登場時のスティグは、黒いフルフェイスヘルメットに黒いオーバーオールの姿であった。
当初は番組プレゼンターがラップタイムの計測に当たっていたが、プロのドライバーではないため計測速度を一貫して掲示することが出来なかった。そのため現行の番組形態に移行した際、安定した運転が出来る常駐のテストドライバーとして導入された。
ブラックスティグはトップギア・テストトラックにてスズキ・リアナによる標準記録として1分46秒を出し、シリーズ1と2に出演した。
番組の企画として、ジャガー・XJSに乗りイギリス海軍の航空母艦インヴィンシブルの飛行甲板上で速度実験をするも減速に失敗し車ごと転落し、「死亡」したという演出がとられた。そしてシリーズ3からホワイトスティグ（2代目）に交代した。

### ホワイトスティグ（2代目スティグ）
シリーズ3から登場した新しいスティグは、アルパインスターズの白いレーシングスーツに、シンプソンの白いヘルメットという全身白尽くめの格好であり、初代と区別する意味から「ホワイトスティグ」とも呼ばれている。
F1マシンをドライブする時は、ヘルメットをアライに変更する場合もある。
ラップタイム発表時に登場する際はジェレミー等に「本物のセレブだからという理由で、（番組中で揶揄される低俗な）セレブ番組には出ない」、「便器を見て動揺する」「本名は"The"である」など様々な噂とともに紹介される。好物は豚の生肉で、乗車前に食べさせることで好タイムを出せるとされている。
ラップタイム計測中には、車載ステレオがあれば音楽を聞くことがあり、第10シリーズでは自己啓発CD、第11シリーズではエルトン・ジョン、第12シリーズではモールス信号、第13シリーズではバグパイプとシリーズによって題材が変わる。第12シリーズでのモールス信号は実際に車の印象等を述べており、番組内でほぼ唯一スティグ自身の意思表示がなされているが、「放送後インターネット上へファンが解読したものが勝手に載せられる」との理由で番組内では口語訳されていない。第15シーズンでは最初の放送がワールドカップ開催期間中だったため、「ノルウェー代表のファン」という理由でノルウェーの旗を立てたり、ヘルメットの頬部分にノルウェーの国旗を張り、音楽の代わりにブブゼラを聞いていた。ワールドカップ終了後はビージーズなど普通の音楽を聞いている。
ホワイトスティグは番組の「備品」として、ラップタイム計測以外の企画にも参加したことがある。例えばロンドン市内を各種交通手段を使用して縦断する企画では荷台で運ばれて登場し、自動車を運転せず徒歩で移動してロンドン地下鉄に乗る、地下鉄内で新聞を読んで、ルイス・ハミルトンが1面に出ている記事を見て読むのを止めてしまう、着信が掛かった携帯電話に出ないなど一風変わった姿をみせた。シーズン13エピソード2では『トップ・ギア』オフィスでコピー機と格闘している描写がある。
基本的に車以外の移動は前述の通り徒歩、あるいはスタッフに運ばれるなどで登場し、走ったりはしない。また、普段は腕組みをして軽く足を開いた状態で立っている。また金銭の概念を理解しておらず、公共交通機関の支払いはプリペイドカード、買い物の支払いはクレジットカードを使用している描写が見られる。
ちなみに2008年のNational Television Awardsでは、『トップ・ギア』がMost Popular Factual Programmeにノミネートされたためホワイトスティグが番組を代表して授賞式に出席し同賞を受け取ったが、授賞式の際も無言を貫いた（代わりにプレゼンターが、スティグの持参したジェレミー・クラークソンのメッセージを読み上げている）。
ホワイトスティグはトップギア・テストトラックでスズキ・リアナに乗り1分44秒4を出している（「Star in a Reasonably Priced Car」のタイム）。これはナイジェル・マンセルやジェンソン・バトン、ルイス・ハミルトン、デイモン・ヒルなどのF1ドライバーの記録を上回る記録であり、第15シーズン3回目の放送でルーベンス・バリチェロが破るまで最速記録だった。
Google ストリートビューでも『トップ・ギア』オフィスの窓際に立つホワイトスティグの姿を確認することができ、その話題は『トップ・ギア』の公式ブログでも取り上げられた。また、グランツーリスモ5にTopGearテストトラックが収録されるが、プロモーションビデオにおけるテストトラックの映像にもホワイトスティグが出演している。

### ホワイトスティグ（3代目スティグ）
後述の騒動により2代目スティグが「いなくなった」後、シリーズ16から登場した3人目のスティグで、ホワイトスティグとしては2代目。見た目は先代とあまり変わらないが、細部が異なる。
初登場は2010年11月にトップ・ギア公式サイトで公開された『The Stig farm』を紹介する動画のラスト。設定上は2010年12月に放送されたクリスマススペシャル企画「中東スペシャル・トップ・ギアの三賢者」のラストシーンのベツレヘムで登場した赤ん坊スティグが生後1ヶ月で義務教育と反抗期、大学の教育課程を修了して成長した姿であるとされ、2代目スティグと同等のドライビングスキルを持つとされる。その言葉通りに、初登場となるシリーズ16エピソード1でアリエル・アトム V8でパワーラップに挑戦し、シリーズ15エピソード4で先代スティグがブガッティ・ヴェイロン スーパースポーツで記録した1:16.8を大きく越える1:15.1を記録した。
2代目同様に音楽好きで、シリーズ18エピソード2ではラジオドラマを聞きながら運転している様子も見られる。
2014年1月には、Google ストリートビューの撮影車(オペル・アストラ)と共に、白いメルセデス・ベンツ・SLS AMGでトップ・ギア テスト・トラックを走行。同コース各所のストリートビューでその姿を確認することができる。
2015年には不祥事により番組の司会者が総入れ替えになるという事態が発生したものの（詳細はトップ・ギア#不祥事と司会者総入れ替えを参照）、スティグについては、旧レギュラー陣の中でただ一人続投することになった。件の3人が不祥事により解雇された後、新番組「The Grand Tour」が立ち上げられたが、スティグの版権は当番組が有していた為、使用できなかった。

## 他のスティグ
トップ・ギアの各回ではカメオ出演する「いとこの」スティグが登場することがある。いずれもオリジナルのスティグ同様、高いドライビングテクニックを有している。各「いとこの」スティグは、基本的に住んでいる国、あるいは主義等を反映させた見た目、振る舞いをしている。
シリーズ9エピソード3「アメリカン・ホリデーチャレンジ」編では、アメリカ合衆国に住んでいる「アメリカのいとこ」、通称「ビッグ・スティグ」が登場した。衣装は同じだがオリジナルに比べて肥満体である。
シリーズ10エピソード4「アフリカ・スペシャル」ではボツワナに住んでいる「アフリカのいとこ」が登場。その姿は黒人らしく、プーマのレーシングシューズ、民族衣装風の白い腰巻、白いヘルメットだけを着用しているという出で立ちである。
シーズン10エピソード10では、プールでくつろいでいるスティグの後ろに「女性版スティグ」が泳いでいる姿が確認できる。スティグと同様のヘルメットをかぶっているが、ヘルメットから下は水着を着用した女性である。この女性版スティグがスティグとどういった関係なのかは不明。
シリーズ12エピソード1では「トラック運転手のいとこ」が登場。「アメリカのいとこ」同様の肥満体だが、トラック運転手の特徴である「極端に日焼けした右腕」が確認できる。
また同シリーズ最終回のベトナムスペシャルにおいては、全身赤色の「共産主義者のいとこ(ライダー)」がDVD特典のカットされたシーンに登場した。
シリーズ13のCMでは出演者の3人に紛れて、子供並みのサイズのスティグも登場している。
シリーズ14エピソード2では出演者3人が作った（ディーゼル発電機を搭載した）電気自動車の耐久走行テストをするため、「菜食主義者のいとこ」が登場。ヘルメットの頭頂部に太陽電池が貼られており、靴はサンダルで、全身緑色である。ジェレミーが「ジャネット・スティグ＝ポーター」と命名した。しかし、テストを始めて間もなく発電機の排気パイプが外れて車内に煙が充満し、開始35分後（番組の演出で）死亡するというアクシデントが起きた。
シリーズ15エピソード2では、ドイツに住んでいる「ドイツ人のいとこ」が登場した。ほとんどスティグと変わりないが、ヘルメットから髪の毛がはみ出している。メイ曰く「スティギー・レイ・サイラス」。
クリスマスシーズンに放映された「TopGear　三賢者スペシャル」では、最後のシーンで赤ん坊のスティグが登場。このスティグの成長した姿が後の3代目である。
番組ではイギリス国内にスティグを育成するための農場『The Stig farm』を持っているという設定になっており、2010年11月に番組公式サイトで公開された動画には様々な色のスティグが、あたかも動物のように育てられている様子が示された（その中には「本を執筆するスティグ」など、後述の騒動を皮肉るようなシチュエーションも登場している）。
シリーズ15エピソード7では後述の騒動の影響でスティグが一時不在となったため、以前『トップ・ギア』に出演しその後『フィフス・ギア』（チャンネル5で放送されるライバル番組）に移籍していたティフ・ニーデルが復帰して「Star in a Reasonably Priced Car」コーナーでのアドバイスを担当。その際スタッフロールでは「Emergency Stig」（非常用スティグ）とクレジットされた。
シリーズ18エピソード1「イタリアでのロードトリップ」ではイタリア在住の「イタリア人のいとこ」が登場した。レーシングスーツではなくグレーのスーツを着こなし（白いレーシングシューズとグローブ、ヘルメットは装備）、着飾った美女を何人も引き連れている。ジェレミー曰く「ブンガブンガスティグ」。
同シリーズのエピソード2では中国に住んでいる「中国人のいとこ」が登場。見た目はほぼスティグと同じだが、常にカンフーの様な動きで出演者やスタッフ問わず襲い掛かる。ジェレミーが「レーシングドライバーなんだから車に乗れ」と命令してもひっきりなしに蹴りやパンチを入れるという有様で、誘導してやっと車に乗らせた（計測が終われば再びスタッフに暴力を振るう上、計測中に降車してスタッフを殴るという有様も見せている）。その凶暴さから「That's the worst Stig we've ever had.(今までで最悪のスティグだ)」とジェレミーが評した。
2013年に発売されたXbox One用レーシングゲーム「Forza Motorsport 5」にも「デジタルいとこ（The Stig's Digital Cousin）」なる人物が登場することがトレイラーで公表された。容姿は3代目スティグと変わらないが、3代目スティグとは別人である（という設定）。これは、番組の広報スタッフによればスティグ本人では強すぎてプレイヤーが楽しめない、という声がスタッフやジェレミーから上がったから、とのこと。
また、2015年9月17日に発売されたForza Motorsport 6にも引き続きデジタルいとこが登場している。
シリーズ22では、ジェレミーの不祥事の影響で最終エピソードにまとめて放送された「激安SUVチャレンジ」にキャラバンのテストのみに使われるというトップシークレットの「レジャー・スティグ」が登場。見た目はスティグと変わらないが、ジェレミー曰く「無能なドライバー」。

## 計測記録
スティグのトップ・ギア テスト・トラックでの最速公式ラップタイムはアリエル・アトム500で1分15秒1を記録。なおフェラーリ・FXXでは1分10秒7を記録しているが、これはスティグの格好をしたミハエル・シューマッハによる記録であることに加え、翌週の放送で「実はスリックタイヤを使っていた」ことが判明し、最速ラップから抹消されている。
他にパガーニ・ゾンダRで1分8秒5、アストンマーティン・DBR9で1分8秒6、さらにルノー・R24で59秒が記録されている。しかし、ルノーやアストンマーティンの記録はイギリス行政によって一般道に設置されたスピードバンプ（規制減速を目的とした道路上に設置された減速帯）を通過することが困難であることと、一般市民が車両を購入出来ないこと、ゾンダRは騒音などの規制を理由に、番組のラップボードに載せられてはいない。

## 正体

### ブラックスティグ
長らく正体不明と語られていたが、2010年8月25日のBBCニュースで本人が素顔で登場し、テロップにも「The Original Stig」と表示されていた。この結果、1992年にアンドレア・モーダでF1デビューをしたペリー・マッカーシーが「初代スティグ」であったことが明らかになった。
以前よりスティグの正体がマッカーシーであるという噂は囁かれており、最初にそれを報じたのは2003年で発信元はサンデー・ミラー紙であった。BBC側は一貫してこれを否定し続けたが、その後の2009年にニュース・オブ・ザ・ワールド紙がマッカーシーであると暴露を開始した。2010年8月25日にBBCニュースにマッカーシーが「オリジナルのスティグ」としてゲスト出演したため、ようやくBBC側も事実を認める形となった。
マッカーシーはF1ではアンドレア・モーダで全戦予備予選落ちという実績しか残していないものの、ベネトン、アロウズ、ウィリアムズにてテストドライバーとしての豊富な経験があり、これらのチームで好タイムを計測していた。他にもBMWのドライバー選考テストに参加したこともあるほか、ル・マン24時間レースではアウディのワークス・チームに所属してアウディ・R8をドライブしていたこともある。
但し、マッカーシーは "I was Original Stig"（「私は本物のスティグだった」）と述べているほか、2003年を最後に番組を離れたことも明らかにしている（これは丁度ブラックスティグからホワイトスティグへの交代時期に当たる）。

### ホワイトスティグ（2代目スティグ）
ホワイトスティグの正体については、様々な憶測が飛んでいた。
2代目スティグと噂される人物は、元全日本F3選手権のチャンピオンで、全日本F3000選手権への参戦経験やジョーダンF1のテストドライバーの経験があり、その後も番組の企画レースで名前を出して出演しているアンソニー・レイドをはじめとする様々なレーシングドライバー、スタントドライバーの他、複数名がスティグを演じているとも憶測されていた。
特に、番組内で2004年型のルノーF1（ルノー・R24）を安定したペースで運転したことがある経緯から、元F1ドライバーか、そのレベルに相当する競技経験のある人物ではないかと見られている。2008年のF1イギリスGPではスティグがF1マシン（を改造した2シーターマシン）をドライブするというイベントがあり、それを見ていたフェルナンド・アロンソが、「あれは相当の腕だ。F1に何らかの形でかかわったドライバーに違いない」とコメントしていた。
なお、シリーズ13エピソード1（2009年6月21日放送）では「ホワイトスティグの正体がミハエル・シューマッハである」とされたが、司会のクラークソンは最後に「僕はミハエルがスティグだとは思わない (I don't think Michael Schumacher is the Stig)」と述べており、シューマッハが出演した際は、スティグとは別にスペシャルゲストとしてクレジットされた。

### 2代目スティグとベン・コリンズ
2009年1月に『タイムズ』紙をはじめとする英国内の複数の新聞が、元F3ドライバーのベン・コリンズがホワイトスティグの正体の一人であると報じた。2010年8月にはさらにサンデー・タイムズ紙が、BBCからコリンズの経営する会社に対して「『トップ・ギア』を主体とした番組のための運転サービス」の対価として多額の支払いが行われていること、またその支払がホワイトスティグの登場とほぼ同時期である2003年に始まっていることを報じている。
2010年8月29日には、イギリスの『デイリー・ミラー』紙が、ベン・コリンズがBBCから解雇されたと報道した。同紙は、この日ニュルブルクリンクで行われた『トップ・ギア』のイベントにホワイトスティグが出演していたのと同じ時間に、コリンズが自宅近くで子供と遊んでいる様子を捉えられた（すなわち別の人物がホワイトスティグを演じている）ことを解雇の根拠としている。
そもそもの問題の発端は、コリンズが2010年9月に出版した自伝『The Man in the White Suit』（ISBN 978-0007327966）の中で「スティグは自分だった」と明かそうとした事が原因とされている。BBCはコリンズの自伝の出版差し止めを求める仮処分をロンドンの高等法院に申し立てたものの、申立は却下され、同年9月16日に予定通り英国内でも発売された。
なお『トップ・ギア』のプロデューサーを務めるアンディ・ウィルマンは、この騒動に関連して『トップ・ギア』の公式サイトにおいて「The Stig. He's ours（スティグは我々のものだ）」というコラムを公開しており、番組がスティグというブランドを育ててきたこと、そして今後もスティグの匿名性を守る意向をアピールしている。また『トップ・ギア』の司会者の一人であるジェームズ・メイも、この件に関して「スティグは何者でもない。我々は代わりのスティグを獲得することができるし、宇宙にはたくさんのスティグがいる」と語ったと伝えられた。その後2010年11月には、前述の『The Stig farm』の動画の中で新しいスティグの登場が予告された。
この騒動の後の12月22日に放送されたシリーズ15エピソード7では、リチャード・ハモンドが「スティグが速い車に乗るはずの時間だったが、彼がいなくなったので今日はできない」と言い、ジェームズは「スティグの本名がわかった、イスカリオテのユダだ」と皮肉っている。この回では、実弾射撃の的として旧ホワイトスティグの写真が用意され、3人によって銃撃された。さらにリチャードは的を裏返して「背中から撃ってやる、裏切ったお返しだ」「新しい仲間と何かやっている頃だから、それをぶち壊しにしてやる」というブラックジョークを披露している。2011年に放送されたシリーズ16エピソード1でも、2代目スティグに対し「クビになったスティグ」、シリーズ17エピソード3ではセバスチャン・ベッテルとの会話で「こいつはスティグじゃない（old sacked Stig）」とまたも嫌味が飛び出している。
もっとも、そのベン・コリンズもシリーズ17エピソード6にてTop Gearに再出演を果たし、傷痍軍人たちで結成されたラリーチームのコーチ役を務めた。「”元”スティグにして、ロマン小説家」と紹介され、リチャードは皮肉を言いながらも「彼が教え上手なのはよく知っている」と評している。また、2012年11月放送の「ジェームズ・ボンド50周年スペシャル」にも出演し、リチャードに「本でも書いたらどうか」と皮肉られている。
また、それに先立つシリーズ6エピソード1のトヨタ・アイゴ自動車サッカーではハモンドのチームの一員として「F1テストドライバーのベン・コリンズ」として登場している。

### ホワイトスティグ（3代目スティグ）
シリーズ16から登場した3代目のスティグについては、正体に関する議論は活発化していない。
シリーズ16・エピソード2では、スーパー2000仕様のプロトン・サトリアネオで、グラベルとターマックのミックスコースをこなすなど、オフロードでの運転技量も高い。また車内の映像からは左足ブレーキを使っていることが確認できる。
2024年9月、ジェレミーが自身の経営するパブでの『The Grand Tour』の上映会を終えた後、来場者の質問に答える形で、3代目のスティグの正体がイギリスのレーシングドライバーであるフィル・キーンであることを明かした。

## グッズ
番組の公式グッズとして、『ウォーリーをさがせ!』のスティグ版『Where's Stig?』（ISBN 978-1846078088）や、リアウインドーに貼るステッカーなどを販売している。特に人気が高いのが、前面に「I AM THE STIG」の文字、後ろにホワイトスティグの後ろ姿がプリントされたTシャツで、スタジオ収録時に着ている観客がそれをネタに弄られることもある。
またバリチェロはスティグのラップタイムを抜いたことにちなんで、自分用に「I beat the Stig」（私はスティグに勝った）、息子用に「My Dad beat the Stig」（私の父はスティグに勝った）と書かれたTシャツを作成し着用していた。バリチェロはさらにタイムが下回ったF1ドライバーへ「I didn't beat the Stig」（私はスティグに負けた）と書かれたTシャツを配布した。2010年のドイツGPでは、ジェンソン・バトンがこれを着用していることが番組で紹介された。これ以来のスティグ登場時の噂話紹介では「バリチェロの人形をデスクファンで痛めつけている」など、バリチェロを怨んでいるようなネタが何度か登場している。